# Diaframma urogenitale
Vecchi testi di anatomia affermano l'esistenza di un diaframma urogenitale, chiamato anche legamento triangolare, che è stato descritto come uno strato del bacino che separa la profondità del sacco perineale dal bacino superiore, compresa tra la fascia inferiore del diaframma urogenitale (membrana perineale) e la fascia superiore del diaframma urogenitale.
È costituito dal muscolo trasverso profondo del perineo e dal muscolo sfintere dell’uretra. I muscoli sono entrambi innervati dai rami del nervo pudendo.
Mentre questo termine viene usato per riferirsi a un livello del bacino che separa il sacco profondo perineale dal bacino superiore, un bordo distinto di questo sacco probabilmente non esiste.
Anche se non è riconosciuto ufficialmente, il termine viene ancora usato occasionalmente per descrivere i componenti muscolari della sacca perineale profonda. L'uretra e la vagina, se parte del sacchetto, sono solitamente intese passare attraverso il diaframma urogenitale, piuttosto che una parte del diaframma stesso.
Alcuni ricercatori affermano ancora che una tale membrana esiste e il termine è ancora usato in letteratura.